# Polidora (filha de Meleagro)
Polidora, na mitologia grega, foi uma filha de Meleagro e Cleópatra, filha de Idas. Ela se matou após a morte do seu marido, o mesmo que tinham feito sua mãe e sua avó materna quando os respectivos maridos morreram.
Meleagro era filho de Eneu, e Cleópatra era filha de Idas e Marpessa.
Cleópatra se casou com Meleagro, filho de Eneu, com quem teve uma filha Polidora, que se casou com Protesilau. As três gerações de mulheres, Marpessa, Cleópatra e Polidora, mataram-se após a morte dos maridos.
Em outros textos, Laodâmia é o nome da esposa de Protesilau.